# Чемпионат мира по фристайлу 1995
Чемпионат мира по фристайлу 1995 года — 5-й в истории чемпионат мира, прошедший во французском Ла Клюза с 16 по 19 февраля 1995 года. Были разыграны медали в четырех дисциплинах — могуле, акробатике, лыжном балете и в комбинации. Всего было разыграно 8 комплектов наград.

## Результаты

### Мужские соревнования

#### Лыжный балет
17 февраля 1995
| Медаль | Спортсмен         | Страна    |
| ------ | ----------------- | --------- |
|        | Руне Кристиансен  | Норвегия  |
|        | Фабрис Бекер      | Франция   |
|        | Хайни Баумгартнер | Швейцария |

#### Могул
18 февраля 1995
| Медаль | Спортсмен       | Страна  |
| ------ | --------------- | ------- |
|        | Эдгар Гроспирон | Франция |
|        | Жан-Люк Брассар | Канада  |
|        | Сергей Щуплецов | Россия  |

#### Акробатика
19 февраля 1995
| Медаль | Спортсмен        | Страна  |
| ------ | ---------------- | ------- |
|        | Трейс Ворнингтон | США     |
|        | Кристиан Риявец  | Австрия |
|        | Себастьян Фукра  | Франция |

#### Комбинация
16 февраля 1995
| Медаль | Спортсмен        | Страна |
| ------ | ---------------- | ------ |
|        | Трейс Ворнингтон | США    |
|        | Дарси Даунс      | Канада |
|        | Джонни Мосли     | США    |

### Женские соревнования

#### Лыжный балет
17 февраля 1995
| Медаль | Спортсмен       | Страна |
| ------ | --------------- | ------ |
|        | Елена Баталова  | Россия |
|        | Элен Брин       | США    |
|        | Анника Юханссон | Швеция |

#### Могул
18 февраля 1995
| Медаль | Спортсмен           | Страна   |
| ------ | ------------------- | -------- |
|        | Кэндис Гилг         | Франция  |
|        | Рафаэль Моно        | Франция  |
|        | Татьяна Миттермайер | Германия |

#### Акробатика
19 февраля 1995
| Медаль | Спортсмен      | Страна    |
| ------ | -------------- | --------- |
|        | Ники Стоун     | США       |
|        | Мари Линдгрен  | Швеция    |
|        | Кирсти Маршалл | Австралия |

#### Комбинация
16 февраля 1995
| Медаль | Спортсмен       | Страна    |
| ------ | --------------- | --------- |
|        | Кристин Портер  | США       |
|        | Майа Шмид       | Швейцария |
|        | Катерина Кубенк | Канада    |

## Медальный зачёт
| Место | Страна    |   |   |   | Всего |
| ----- | --------- | - | - | - | ----- |
| 1.    | США       | 4 | 1 | 1 | 6     |
| 2.    | Франция   | 2 | 2 | 1 | 5     |
| 3.    | Россия    | 1 | 0 | 1 | 2     |
| 4.    | Норвегия  | 1 | 0 | 0 | 1     |
| 5.    | Канада    | 0 | 2 | 1 | 3     |
| 6.    | Швейцария | 0 | 1 | 1 | 2     |
|       | Швеция    | 0 | 1 | 1 | 2     |
| 8.    | Австрия   | 0 | 1 | 0 | 1     |
| 9.    | Австралия | 0 | 0 | 1 | 1     |
|       | Германия  | 0 | 0 | 1 | 1     |